# Peter Gehring
Peter Gehring (* 30. Juni 1944 in Landshut; † 14. September 2001 in München) war ein deutscher Architekt, bildender Künstler und Musiker.

## Leben
Gehring war ursprünglich ausgebildeter Opernsänger. Nach seinem Studium der Architektur wurde er Partner im Büro von Fred Angerer. Er setzte sich als Architekt mit dem Funktionalismus des Bauhauses, aber auch dem „Natürlichen Bauen“ auseinander. Zu seinen Werken zählt u. a. das Skulpturenmuseum im Hofberg in seiner Heimatstadt Landshut.
Gehring arbeitete auch musikalisch und als bildender Künstler. So gab er als Solist zahlreiche Konzerte und schuf Materialbilder und Collagen, Zeichnungen und Aquarelle. Außerdem war er als Bildhauer tätig.
1998 zog das Ehepaar Birgit und Peter Gehring in das ehemalige Haus Alfred Reichs nach Obermenzing, einem Stadtteil von München. Dort starb er 2001. Zu diesem Zeitpunkt „präsentierte sich das ehemalige Haus Alfred Reichs als einerseits vollkommen bewahrtes Zeitdokument aus den 1950er-Jahren, in das andererseits eine Kunstausstellung eingewachsen war“. Seit 2015 ist das ehemalige Wohnhaus Gehrings als Museum Peter Gehring ein privates Kunst- und Architekturmuseum mit Skulpturengarten.

## Werke als Architekt
- Golfclub, 1993–95 und Kapelle (mit Lichtkreuzskulptur), 1997 (ohne Partner), Dortelweil bei Frankfurt am Main
- Studentenwohnheim (mit Kapelle), 1985–95, Erlangen
- Bürohaus Lahmeyer International, 1997–2000, Frankfurt am Main
- Skulpturenmuseum im Hofberg (Stiftung Koenig), 1993–95, Landshut (unter Mitarbeit von Meike Gerchow)
- Wohnanlage Dantepark, 1982–91, München (mit Fred Angerer und Partnern)
- Wohnanlage Thalkirchner-Straße, 1989–91, München
- Theresienhöhe, Karstadt: Fassadengestaltung, 1994/95, München
- Kreisverwaltungsreferat, Neubau und Erweiterung, 1996, München
- Landratsamt, Schwäbisch Hall, 1977–1980 (mit Fred Angerer und H.J. Hafen)
- Walter-Rathenau-Gymnasium, 1982–85, Schweinfurt

## Ausstellungen und Werke als bildender Künstler
- „Peter Gehring, Skulpturen, Zeichnungen, Collagen“ im Haus der Architektur, München, 2011/2012

- Skulptur im Botanischen Garten München-Nymphenburg, aufgestellt im Oktober 2023

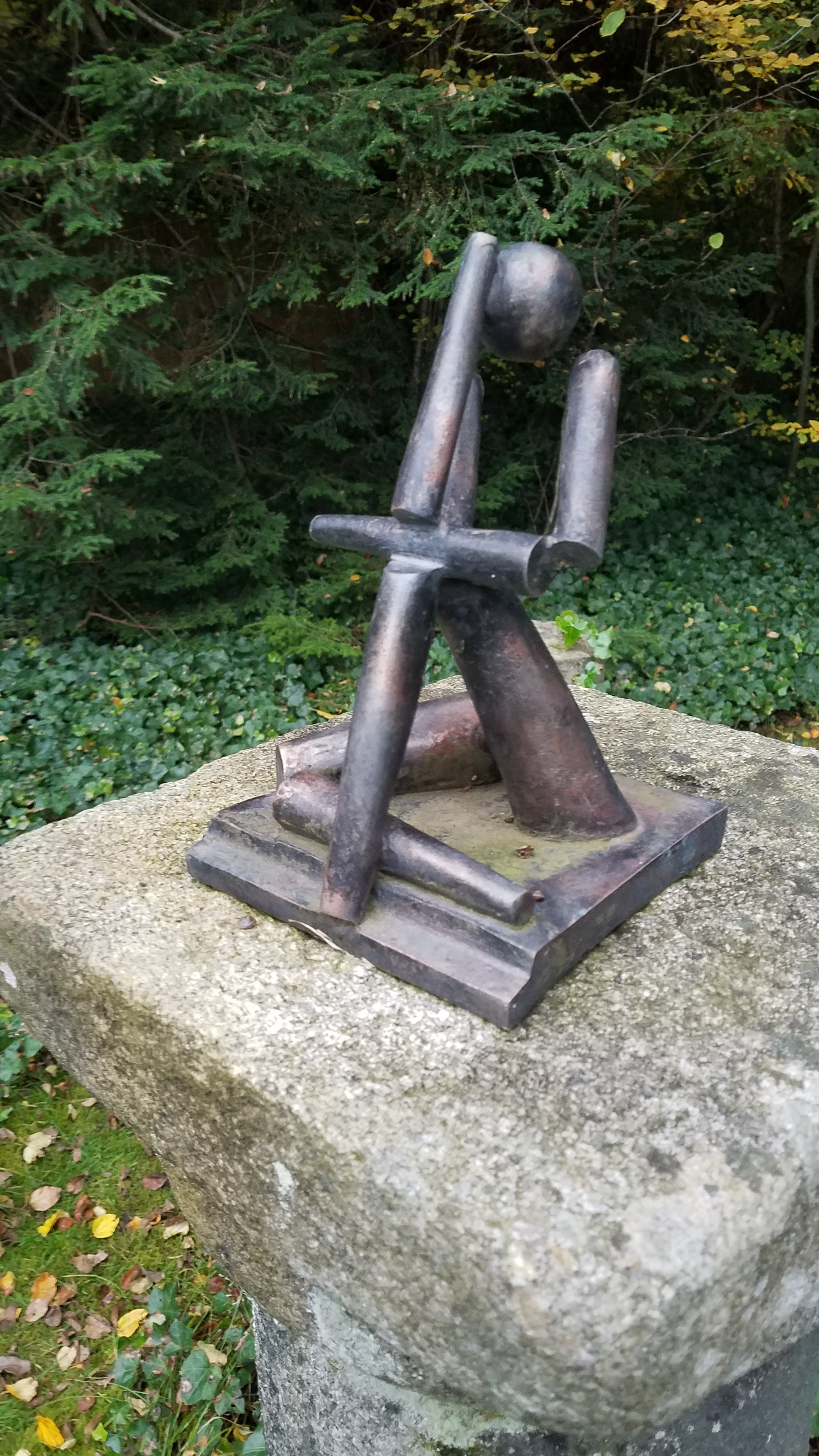
Skulptur „Der Denker“